# Smørumnedre

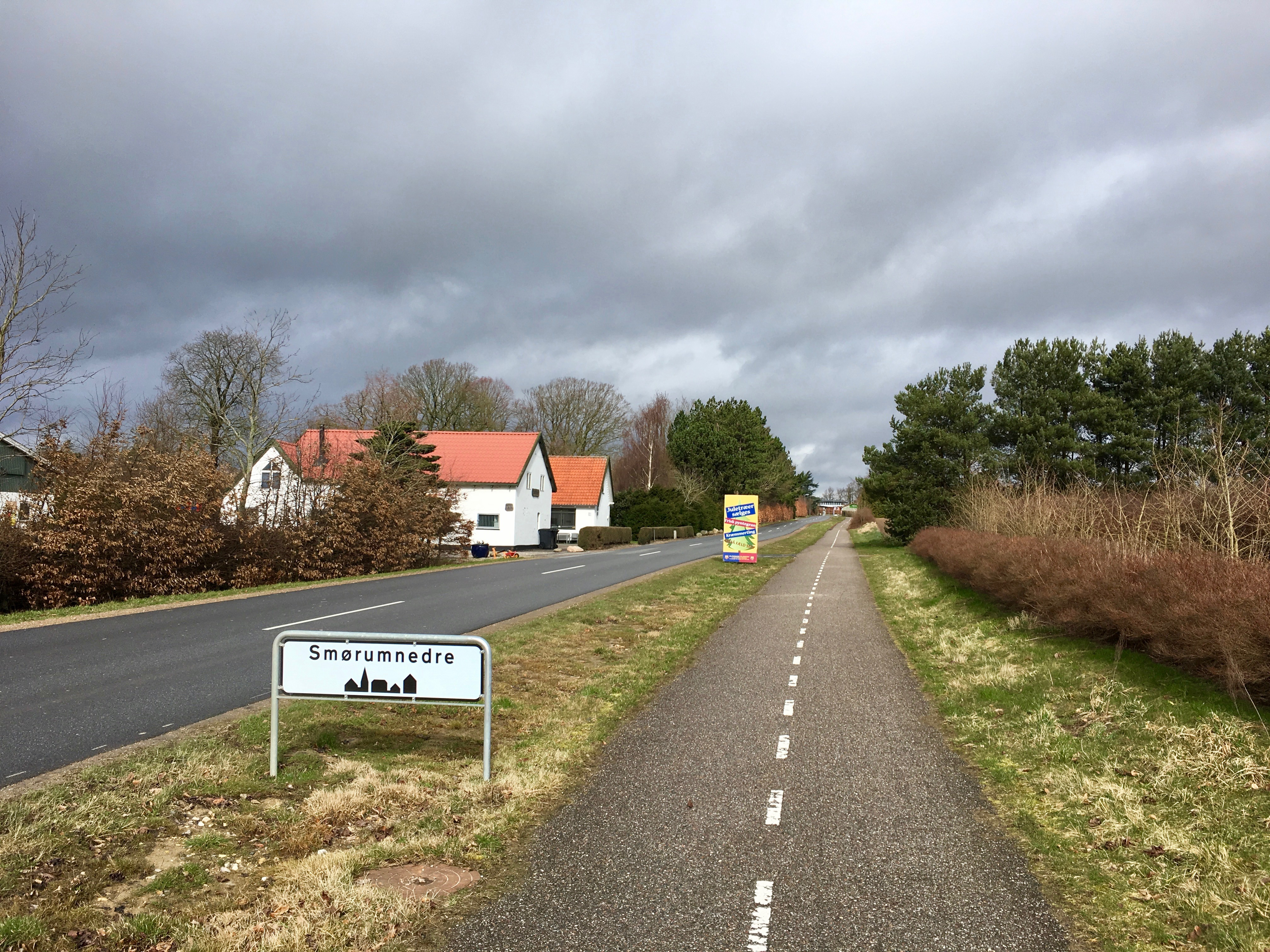
Ortsschild von Smørumnedre (2019)

Smørumnedre ist eine Satellitenstadt der dänischen Hauptstadt Kopenhagen auf der Insel Sjælland (dt.: Seeland) mit 
21.768
Einwohnern (Stand: 1. Januar 2025). Sie liegt drei Kilometer westlich von Ballerup und 20 Kilometer nordwestlich der Innenstadt von Kopenhagen (dän.: København). Smørumnedre bildet heute mit seiner früheren nördlichen Nachbarstadt Måløv ein zusammenhängendes Siedlungsgebiet, sodass die Stadt sich jetzt über drei Kommunen erstreckt: Das ursprüngliche Smørumnedre lag im Smørum Sogn in der Ledøje-Smørum Kommune, die mit der Dänischen Kommunalreform zum 1. Januar 2007 in der Egedal Kommune aufgegangen ist, das ursprüngliche Måløv lag im Måløv Sogn in der Ballerup Kommune und erstreckte sich bis ins Værløse Sogn in der Værløse Kommune (seit 2007: Furesø Kommune). 
Bis zur Abschaffung der Hardenstruktur gehörte das gesamte Gebiet zur Harde Smørum Herred im damaligen Københavns Amt, danach zum verkleinerten Københavns Amt, das 2007 in der Region Hovedstaden aufgegangen ist.

## Söhne und Töchter der Stadt
- Lasse Petry (* 1992), Fußballspieler